# Aedes duplex
Aedes duplex är en tvåvingeart som beskrevs av Friedrich Wilhelm Martini 1926. Aedes duplex ingår i släktet Aedes och familjen stickmyggor. Inga underarter finns listade i Catalogue of Life.